# Hockley (Essex)
Hockley is een civil parish in het bestuurlijke gebied Rochford, in het Engelse graafschap Essex. De plaats telt 9616 inwoners.